# سي إن إن انترناشيونال
سي إن إن انترناشيونال التجارية على الهواء مباشرة باسم CNN) قناة تلفزيونية دولية مدفوعة تديرها سي إن إن. تحمل البرامج المتعلقة بالأخبار في جميع أنحاء العالم ؛ تتعاون مع مكاتب شبكة CNN الوطنية والدولية. على عكس القناة الشقيقة لها ، CNN ، وهي خدمة اشتراك أمريكية فقط تبث في الغالب من استوديوهات CNN في مدينة نيويورك وأتلانتا ، يتم بث CNN International على مجموعة متنوعة من المنصات التلفزيونية في جميع أنحاء العالم ، ويتم بثها في الغالب من استوديوهات خارج الولايات المتحدة ، في لندن ومومباي وهونج كونج وأبو ظبي. في بعض البلدان ، يتوفر كشبكة مجانية على الهواء. الخدمة موجهة إلى الأسواق الخارجية ، على غرار بي بي سي ورلد نيوز أو فرانس 24 أو صوت ألمانيا أو روسيا اليوم أو CGTN أو إن إتش كي وورلد أو الجزيرة.

## التاريخ

### السنوات المبكرة
بدأت سي إن إن انترناشيونال، إلى حد كبير نتيجة لمثل العولمة في تيد تيرنر ، في البث في الأول من سبتمبر عام 1985 ، في البداية تبث بشكل أساسي للمسافرين الأمريكيين من رجال الأعمال في الفنادق. أول استوديو لـ CNNI كان في مبنى الاستوديو الأصلي في CNN والمعروف باسم Techwood ، وهو موطن ذلك الوقت لجميع قنوات Turner Broadcasting System. اليوم ، هي موطن مجمع Turner Studios الذي يضم القنوات الترفيهية. تم وضع استوديوهات مبكرة أخرى في أتلانتا في زوايا مختلفة من مركز CNN ، وكانت غرفة الأخبار تفتقر إلى ساعة رقمية. تتألف الغالبية العظمى من برمجة الشبكة في الأصل من البث المتزامن لقناتين CNN محليتين (CNN / US و Headline News). في عام 1990 ، زاد حجم البرامج الإخبارية التي تنتجها CNNI خاصة للمشاهدين الدوليين بشكل كبير. تم بناء غرفة أخبار ومجمع استوديوهات جديد في عام 1994 ، حيث قررت سي إن إن المنافسة ضد برامج الأخبار في تلفزيون هيئة الإذاعة البريطانية العالمية. ظهرت CNNI كقناة إخبارية ذات توجه دولي ، مع موظفين من خلفيات وطنية مختلفة ، على الرغم من بعض الاتهامات المؤيدة للولايات المتحدة. التحيز التحريري لا يزال قائما. منحت سي إن إن إنترناشونال ميدالية الحرية في 4 يوليو 1997. وقال تيد تيرنر ، بقبول الميدالية نيابة عن الشبكة: «كانت فكرتي ، سنقوم فقط بإعطاء الناس الحقائق ... لم نفعل ذلك يجب أن تظهر الحرية والديمقراطية على أنها جيدة ، وأن تظهر الاشتراكية أو الشمولية على أنها سيئة. إذا أظهرنا لهم فقط بالطريقة التي كانوا عليها ... من الواضح أن الجميع سوف يختارون الحرية والديمقراطية.»